# بيل كلارك (مدير فني)
بيل كلارك (بالإنجليزية: Bill Clark)‏ هو مدير فني أمريكي، ولد في 28 يونيو 1968 في أننيستون في الولايات المتحدة.